# Anastazja (żona Konstantyna IV)
Anastazja (ok. 650, zm. po 711) – cesarzowa bizantyńska, żona Konstantyna IV. Mieli co najmniej dwóch synów:
- Justyniana II, kolejnego cesarza,
- Herakliusza